# Marianne Ackerman
Marianne Letitia Ackerman (Belleville, Ontario, 1952) es una novelista, dramaturga y periodista canadiense.

## Biografía
Marianne Ackerman nació en 1952 en Belleville, Ontario y creció en una granja del condado de Prince Edward. Recibió una Licenciatura en Ciencias Políticas (con honores) de la Universidad de Carleton en 1976. Pasó un año en la Sorbona de París estudiando lengua y cultura francesas antes de recibir una Maestría en Arte Dramática de la Universidad de Toronto en 1981.
Desde principios de la década de 1980, Ackerman vivió en Montreal, donde trabajó como periodista independiente y como crítica teatral para la Montreal Gazette, ganando el premio Nathan Cohen de crítica teatral.
A finales de los ochenta, fundó una compañía de teatro bilingüe, el Theatre 1774, que puso en escena sus obras L'Affaire Tartuffe, Woman by a Window, Céleste y Blue Valentine, así como sus adaptaciones de Miss Julie, de August Strindberg, y Measure for Measure, de William Shakespeare.
La compañía también puso en escena Echo, una obra desarrollada por Robert Lepage a partir del libro de poesía de Ann Diamond, Historia de una Monja, coproducida con Teatro Passe Muraille. Ella y Lepage colaboraron en Alienouidet, una obra sobre el actor Edmund Kean en Canadá, dirigida por Lepage en el NAC. Venus de Dublín, una versión destilada de la historia, se estrenó en el Teatro Centauro en 2000, y desde entonces se ha producido en varias ocasiones.
Tras dejar el Teatro 1774 y Quebec en 1997, vivió en la aldea de La Roque Alric (Francia) y volvió a Montreal en 2004. Sus artículos, ensayos, reseñas y críticas han aparecido en The Walrus, The Montreal Gazette, The Globe and Mail, The Canadian Theatre Review, The Guardian Weekly, En Route Magazine y otras publicaciones. Ha impartido cursos de dramaturgia y de historia del teatro quebequense en la Universidad McGill.

## Premios y honores
- 1985, 1988 Nathan Cohen Premio Nacional para Crítica de Teatro
- 1989 Jurors Premio, Quebec Festival de Obra, para Valentine Azul
- 1988 Juego Nuevo Mejor Premio, Quebec Festival de Obra, para Snakeprints
- El teatro de 1989 Rey Premio de Juego Nuevo, para Grande Ideas
- 1998 Nominee, Best New Play, Best Anglophone Production, Académie Québécoise du Théâtre, for Blue Valentine
- 1995 Best English-Language Production Award, Académie Québécoise du Théâtre, for Sliding in All Directions

## Obras
- Salto (2000) McArthur & Compañía
- Matters of Hart (2005) McArthur & Compañía
- Piers' Desire (2010) McArthur & Compañía
- Holy Fools + 2 Historias (2014) Guernica Ediciones
- Humanidad y Otras Historias de Mujeres (2016) Guernica Ediciones

### Obras Teatrales
- Snakeprints (1988)
- Night Driving (1989)
- Grande Ideas (1989)
- Sharansky (1989)
- Alanienouidet (co-written with Robert Lepage) (1992)
- Woman By A Window (1992)
- L'Affaire Tartuffe, or the Garrison Officers Rehearse Molière (1993)
- Sliding in All Directions (co-writer) (1995)
- Celeste (1995)
- Blue Valentine (1996)
- Venus of Dublin (2000)
- Triplex Nervosa (2015